# الترسانة العامرة
الترسانة العامرة  (بالتركية: Tersâne-i Âmire)‏ أو الترسانة العثمانية أو مرسى إسطنبول، هي المرسى الموجود في القرن الذهبي بإسطنبول بتركيا. كانت الترسانة الإمبراطورية العثمانية هي القاعدة الرئيسية وحوض بناء السفن البحري في الدولة العثمانية من القرن السادس عشر وحتى نهاية الإمبراطورية.
أسس السلطان محمد الفاتح حوض بناء سفن «ترسانة عامرة»  وأنشأ المَرسى، ثم تمت توسعة كبيرة سنة 1517م بعد عودة السلطان سليم الأول من مصر، ثم تم تطويرها في عهد ابنه السلطان سليمان القانوني.
أصبح اسم الترسانة حاليا في تركيا «أحواض بناء سفن الخليج» (هاليتش) (بالتركية: Haliç Tersaneleri)‏، وهي تتكون من ثلاث ترسانات.

## اشتقاق اسم «ترسانة»
استخدم الأتراك العثمانيون كلمة ليمان (من الكلمة اليونانية ليمين  limēn) للإشارة إلى المرافئ بشكل عام. ولكن في القرن الخامس عشر، اعتمدوا أيضا على نحو متزايد استخدام مصطلح «ترسانة» من كلمة «دارسينا» (darsena) الإيطالية التي معناها «حوض بناء السفن».

## تاريخ الترسانة العثمانية
في فتوحاتهم، استولى العثمانيون على عدد من الموانئ وأحواض بناء السفن على كل من بحر إيجة والبحر الأسود، مثل شواطئ إزنيكميد (نيقوميديا، إزميد الحديثة)، وجيمليك (سيوس)، وأيدينسيك (كيزيكوس). كانت القاعدة البحرية الرئيسية وترسانة البحرية العثمانية خلال الفترة الأولى في غاليبولي التي فتحها العثمانيون بشكل نهائي في عام 1377 .

### الإنشاء
بعد فتح القسطنطينية عام 1453، أنشأ السلطان محمد الفاتح (حكم من عام 1444 حتى 1446، ثم من 1451 إلى 1481م) حوض بناء سفن إمبراطوري على القرن الذهبي في القسطنطينية، في ضاحية غلاطة (التي كانت تتبع جمهورية جنوة سابقا)، وربما على نفس موقع ترسانة جمهورية جنوة المُسمى «فيتوس تيرسانا vetus tersana» والذي معناه «حوض بناء السفن القديم».
تم الانتهاء من العمل في الترسانة الجديدة في عهد خليفته السلطان بايزيد الثاني (حكم من عام 1481-1512).

### التوسع
في فصل شتاء عام 1513-1514م بدأ السلطان سليم الأول (حكم من عام 1512-1520م) توسعا كبيرا خصص له ميزانية كبيرة تقدر بـ 200,000 قطعة من الذهب البندقي. فبالإضافة إلى أحواض بناء السفن، تم بناء أحواض جافة مغطاة لتسهيل صيانة السفن الحربية خلال فصل الشتاء. وبحلول عام 1515، تم بناء 160 مرفقا، وتجاوزت ترسانة غلطة ترسانة جاليبولي، وتم نقل القاعدة البحرية العثمانية الرئيسية هناك. في خريطة بيري ريس عام 1526، تظهر الترسانة كخط متواصل من الأحواض التي تربط الشاطئ الشمالي للقرن الذهبي، من بوابة «عزب كابيسي» (بالتركية: Azab Kapisi)‏ إلى محيط «هاسكوي» (بالتركية: Hasköy)‏ . تم اطلاق اسم «ترسانة» رسميا على حوض بناء "غلطة" في نفس الوقت تقريبا.
في أعوام 1546-1549، بنى صقللي محمد باشا مخزن حجري صغير ذو سقف مسطح ومغطى بالرصاص خلف كل مرفأ لتخزين معدات السفن ومواد بناء السفن ، كما قام ببناء أسوار على أراضي الترسانة لإخفاء أنشطة العمل عن أعين المتطفلين. وبالإضافة إلى ذلك، احتوت الترسانة خلال هذه الفترة على مخزن للمجاديف، و «مخزن السبعين قبطان» الذي به معدات لسبعين سفينة، وسبع مخازن أخرى، ومكاتب (ديوان خانة) قبطان باشا (قائد الأسطول)، وبرج مخزن البارود، وحصن «سانبولا Sanbola»، وجناح ميدان الرماية، وبوابات شاهكولو وميناء ماييت . وبحلول عام 1557، كانت بالترسانة 123 رصيفا.

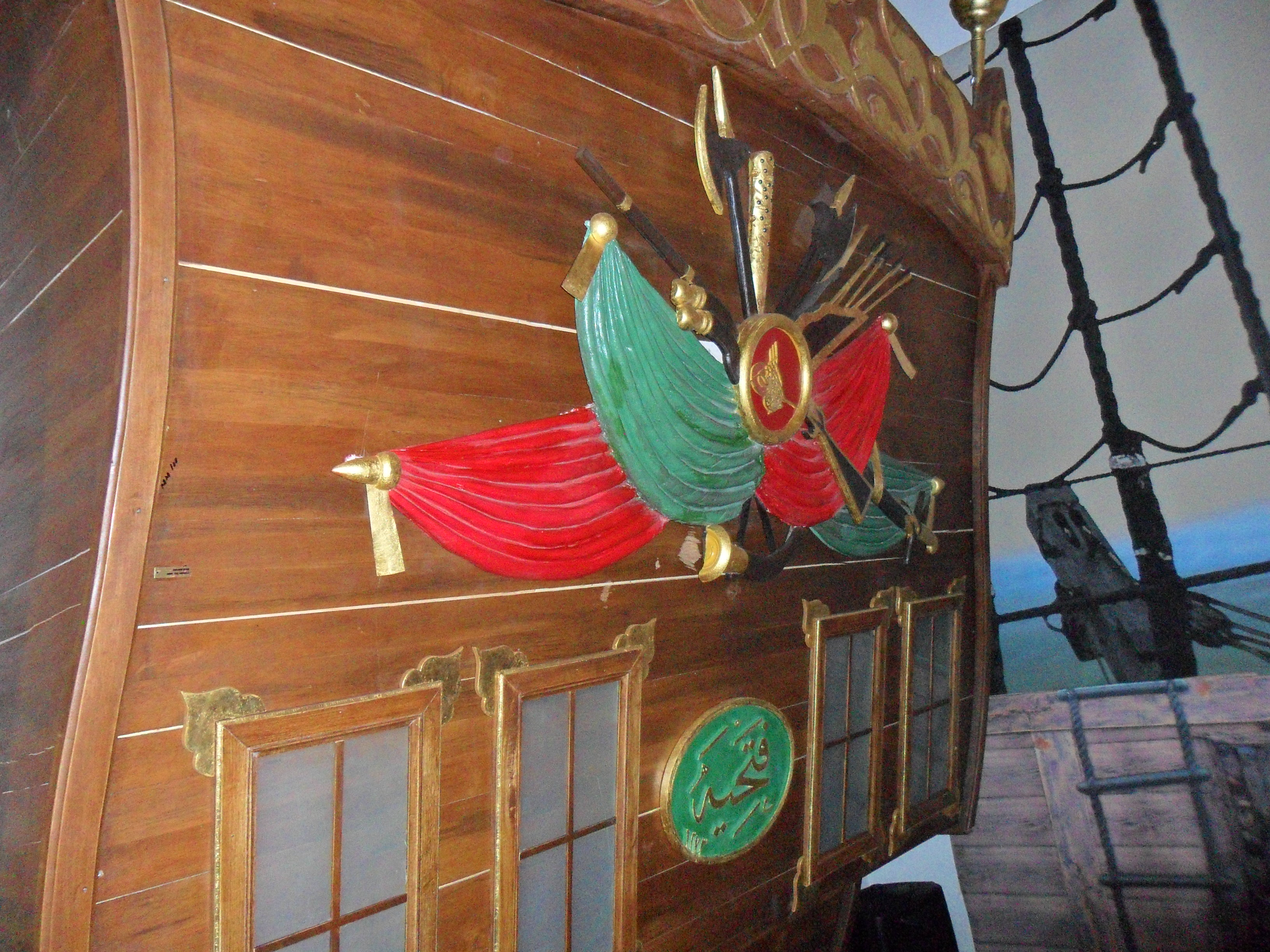
قادس «فتحية» المعروضة في متحف مرسين البحري. وهي سفينة بخارية صُنعت في «ترسانة عامرة» وخدمت ما بين أعوام 1856 و 1903.

### التجديد
بعد تدمير الأسطول العثماني في معركة ليبانت عام 1571، تم تجديد الترسانة الإمبراطورية على نطاق واسع، وبناء ثمانية أحواض جديدة في الداخل (علي اليابسة)، حول الحديقة الملكية (has bahçe). وبحلول نهاية القرن السادس عشر، تم بناء مخزنين كبيرين هما مخزن كورشونلو (ومعناه: المحتوي على الرصاص Kurşunlu) لمواد بناء وتجهيز السفن ومعدات أخرى، ومخزن آخر للأخشاب.

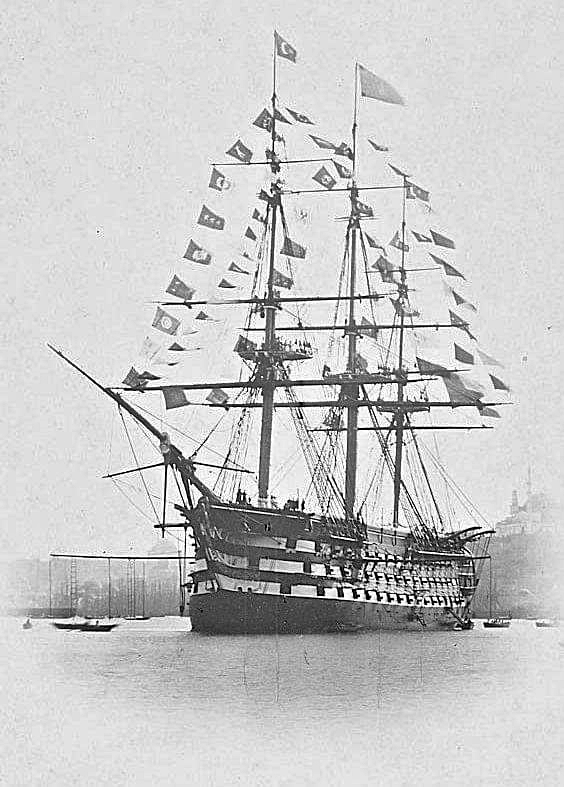
ظلت السفينة العثمانية "المحمودية" (1829)، التي بنتها الترسانة العثمانية (ترسانة عامرة)، لسنوات عديدة أكبر سفينة حربية في العالم.

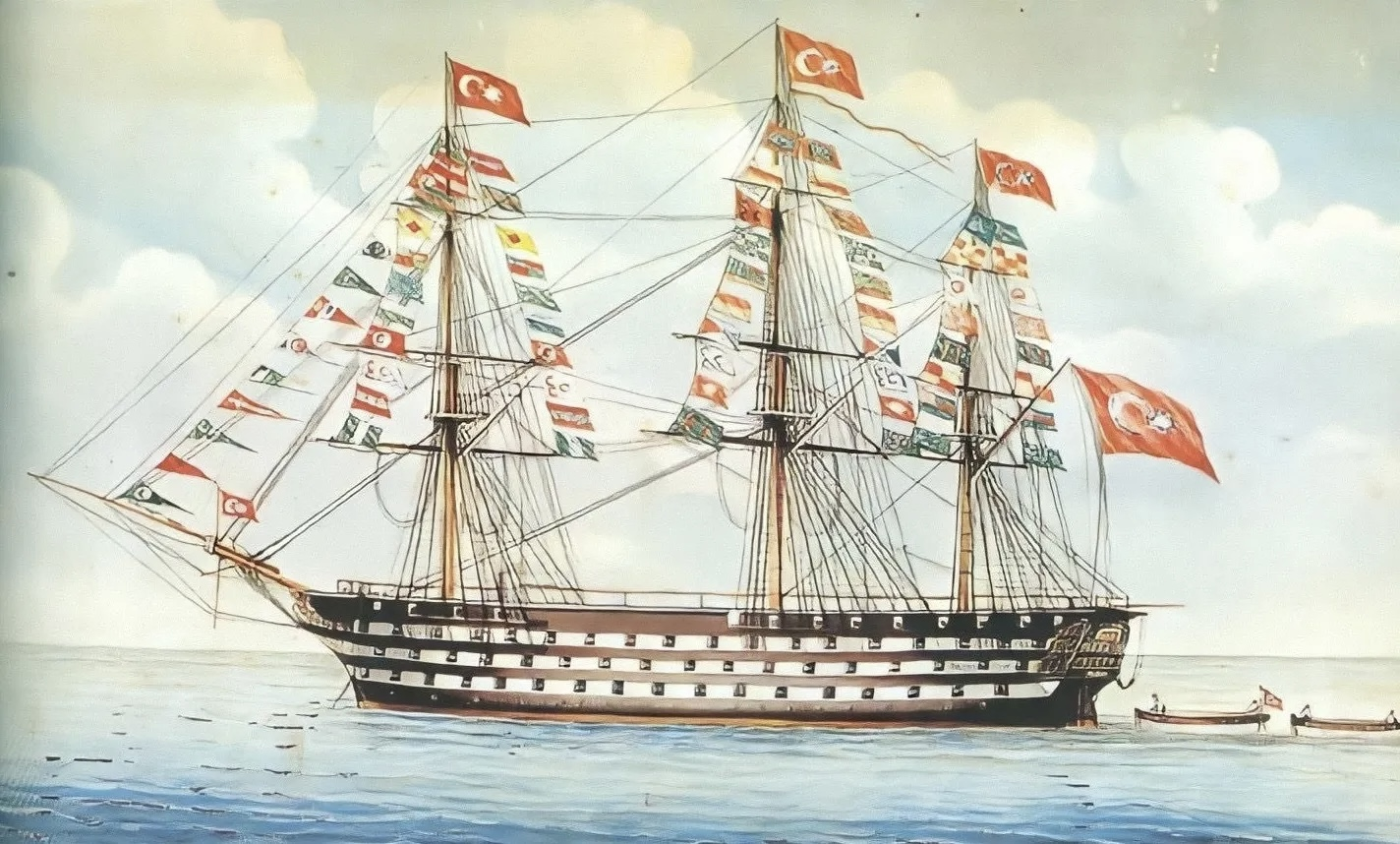
سفينة "المحمودية" (1829) كما تظهر في هذا الرسم، بَنَتها الترسانة العثمانية "ترسانة عامرة". هي أكبر سفينة حربية في العالم لسنوات عديدة يديرها 1280 بحار وتحمل 128 مدفعا موزعين على ثلاثة طوابق، واعتبرت هذه السفينة فخر البحرية العثمانية في تلك الفترة وشاركت في حرب القرم، ولم يقدر لها أن تغرق. هناك مجسم معروض لهذه السفينة في المتحف البحري العسكري في إسطنبول

ارتفع عدد الأرصفة إلى 140 بحلول منتصف القرن السابع عشر. كانت الترسانة الإمبراطورية العثمانية في ذروتها خلال القرنين السادس عشر والسابع عشر، ما مثّل اهتمام كبير بالصناعة: «مع الأحواض الجافة وأحواض بناء السفن ومخازن ومصنع الغزل لصنع الحبال، ومسابك الحديد (لصنع المراسي التي تثبت السفن في قاع المياة)، والمباني العامة المكملة مثل بناء مسجد، نوافير مياه، مستشفى، وسجن، وكلها متجمعة في القرن الذهبي».

### تراجع حجم العمل
شهد القرن السابع عشر انخفاضا كبيرا في أعمال الترسانة، ففي عام 1601 كان عدد العمال في حوض بناء السفن 3524 موظفا ولكن هذا العدد انخفض بشكل مطرد، ليصل إلى 726 في عام 1700. خلال هذه الفترة تم القيام بكمية متزايدة من العمل من قبل أحواض بناء السفن الأخرى، وذلك لأن سفن القواديس، التي شكلت الجزء الأكبر من البحرية العثمانية حتى أواخر القرن السابع عشر، أصبح يمكن أن بنائها بواسطة أي نجار سفن ماهر، وبالتالي فإنها كانت في كثير من الأحيان تُبنى في المحافظات والمواقع الساحلية أو الأنهار، ثم كانت تجلب فقط إلى الترسانة الإمبراطورية العثمانية للتجهيز النهائي. ولكن مع إدخال سفن القواديس (بالتركية: Kadırga)‏ (بالإنجليزية: Galley)‏ في أواخر القرن السابع عشر، وبعد ذلك مع التطور الصناعي إلي بناء السفن البخارية (البواخر) ثم السفن البخارية المدرعة بالحديد (بالإنجليزية: Ironclad warship)‏، لم يعد هذا ممكنا، فتركزت جهود بناء السفن الإمبراطورية في الترسانة الإمبراطورية العثمانية في "غلطة" . ومع ذلك، كانت السفن الحربية التي بنيت خلال القرن الثامن عشر ليست ذات جودة عالية، كما ظهرت خلال المواجهات مع بحرية الإمبراطورية الروسية خلال الحرب الروسية التركية (1768-1774) .

### الإصلاحات والتحديث
وأدت نتائج المواجهات مع بحرية الإمبراطورية الروسية خلال الحرب الروسية التركية (1768-1774) إلى جولة أخرى من الإصلاحات في عهد القبطان باشا: حسن باشا الجزايرلي، بما في ذلك إنشاء مدرسة هندسية بحرية في عام 1775-1776 سُميت «غرفة الهندسة» والتي أصبحت لاحقا «المدرسة الثانوية البحرية».
وفي الوقت نفسه، تم استدعاء خبراء البحرية الفرنسية لتعليم النجارين البحريين العثمانيين تقنيات بناء سفن جديدة، فجاء المهندسان لو روا (Le Roi) ودوريست (Durest)، ثم في عام 1793 جاء جاك-بالتازار لو بران (Jacques-Balthazard le Brun)، الذي بنى عدة سفن للسلطان سليم الثالث (حكم: 1789-1807).
وبالإضافة إلى ذلك، تم بناء مستشفى حديث داخل الترسانة عام 1805، تلاها بناء أول أكاديمية طبية (طب خانة) في عام 1806 . وقد بُني حوض جاف كبير لصيانة سفن خط المعركة الحديثة في 1797-1800، ثم حوض ثانٍ في 1821-1825، وحوض ثالث في 1857-1870 .
في عام 1838، أنتجت الترسانة الإمبراطورية أول سفينة بخارية (باخرة)  تحت رعاية فوستر رودس الأمريكية. ومع بداية عهد السلطان عبد المجيد الأول (حكم: 1839-1861)، سقطت الترسانة الإمبراطورية في طيّ الإهمال ونقص الاستثمار؛ فبدأ السلطان عبد المجيد الأول برنامجا استثماريا هائلا قام بتحديث ليس فقط الترسانة الإمبراطورية العثمانية في إسطنبول ولكن أيضا أحواض بناء السفن الأخرى في إزميد وجيمليك.

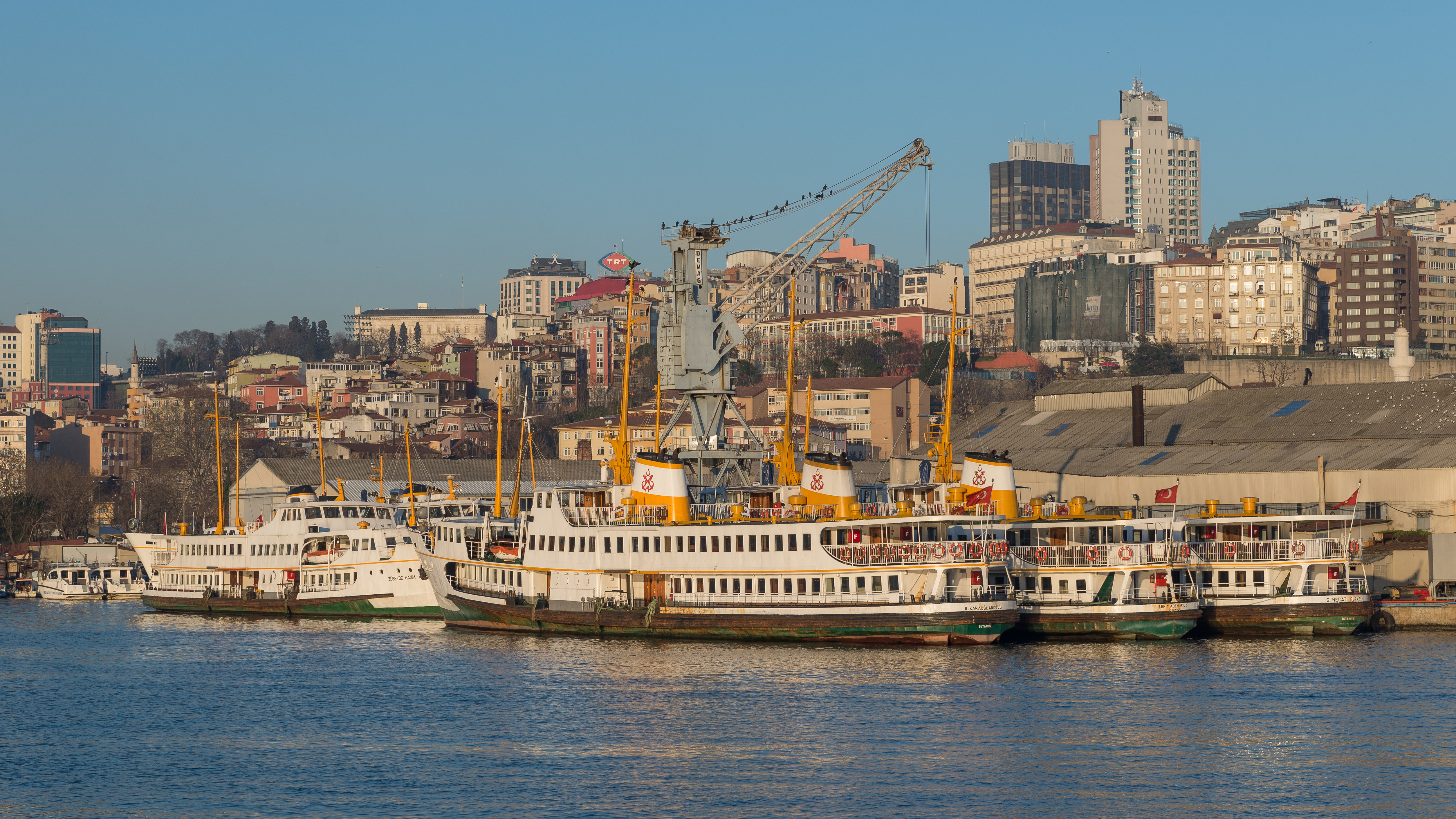
صورة حديثة للترسانة في القرن الذهبي - 2013 م.

## الترسانة اليوم
واليوم، تواصل تلك المنشآت عملياتها تحت اسم «ترسانات الخليج» (بالتركية: Haliç Tersaneleri)‏، والتي تتكون من ثلاثة أحواض بناء للسفن في ثلاث منشآت منفصلة هي:
1. حوض بناء سفن «هاليتش» (بالتركية: Haliç)‏ ومعناها «الخليج».
2. حوض بناء سفن «جامي آلتي» (بالتركية: Camialtı)‏ ومعناها «تحت الجامع».
3. حوض بناء سفن «طاش كيزاك» (بالتركية: Taşkızak)‏ ومعناها «زلاجات الحجر».

تم بناء أول حوض عائم عام 1827، وأول سفينة بخارية عام 1827، وأول غواصتين عثمانيتين سُمّيتا: الغواصة عبد الحميد والغواصة عبد المجيد في عام 1886 في «طاش كيزاك» (بالتركية: Taşkızak)‏ لبناء السفن. حيث بُنيت الغواصة عبد الحميد في حوض بناء السفن «بارو» (بالإنجليزية: Barrow)‏ بإنجلترا ثم فُككت وأٌعيد تجميعها في «طاش كيزاك» لتنزل البحر لأول مرة.

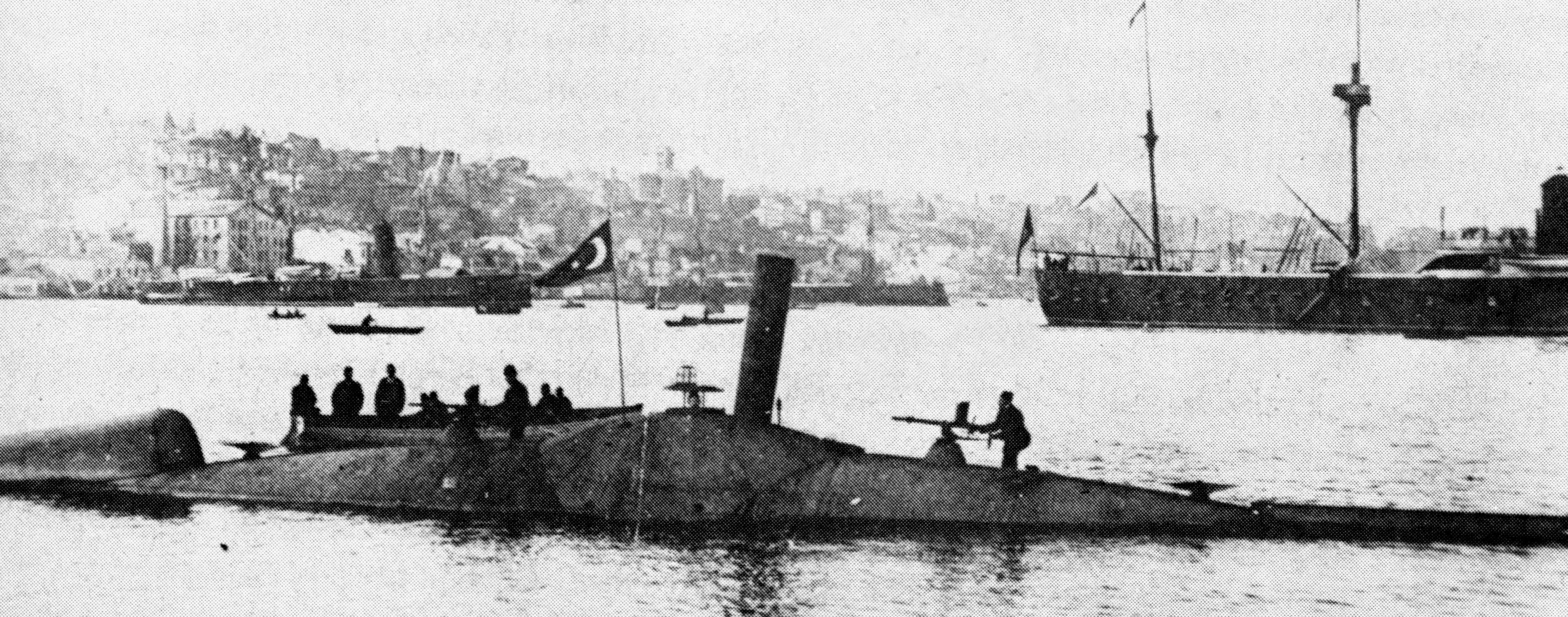
الغواصة عبد الحميد أُعيد تجميعها في «طاش كيزاك» (بالتركية: Taşkızak) ووضعها في الخدمة من قبل القوات البحرية العثمانية، وأنزلت في البحر في 11 جمادى الأولى 1304 هـ / 5 فبراير 1887م، وسميت باسم السلطان عبد الحميد الثاني. وهي أول غواصة في العالم تطلق طوربيد وهي تحت الماء.

## معرض الصور

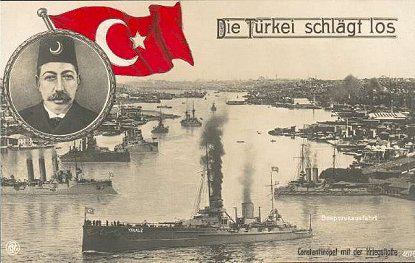
صورة للأسطول العثماني داخل مضيق القرن الذهبي على بطاقة بريدية ألمانية تعود للسنوات الأولى من الحرب العالمية الأولى، ويُرى الطراد العثماني "السلطان سليم ياووز".
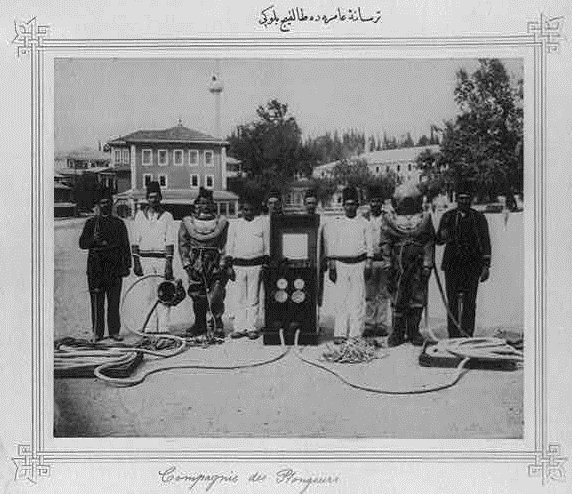
مدرسة الغوص في "ترسانة عامرة" أثناء حكم السلطان عبد الحميد الثاني.
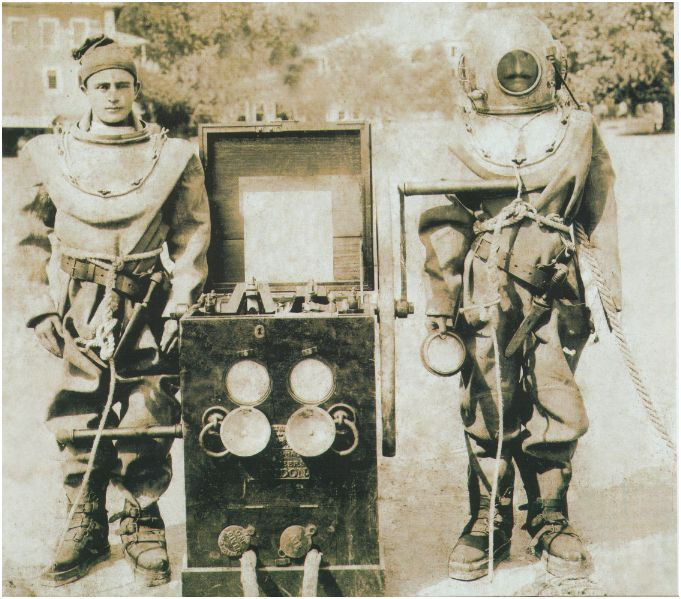
غواصان عثمانيان في "ترسانة عامرة" أثناء حكم السلطان عبد الحميد الثاني.
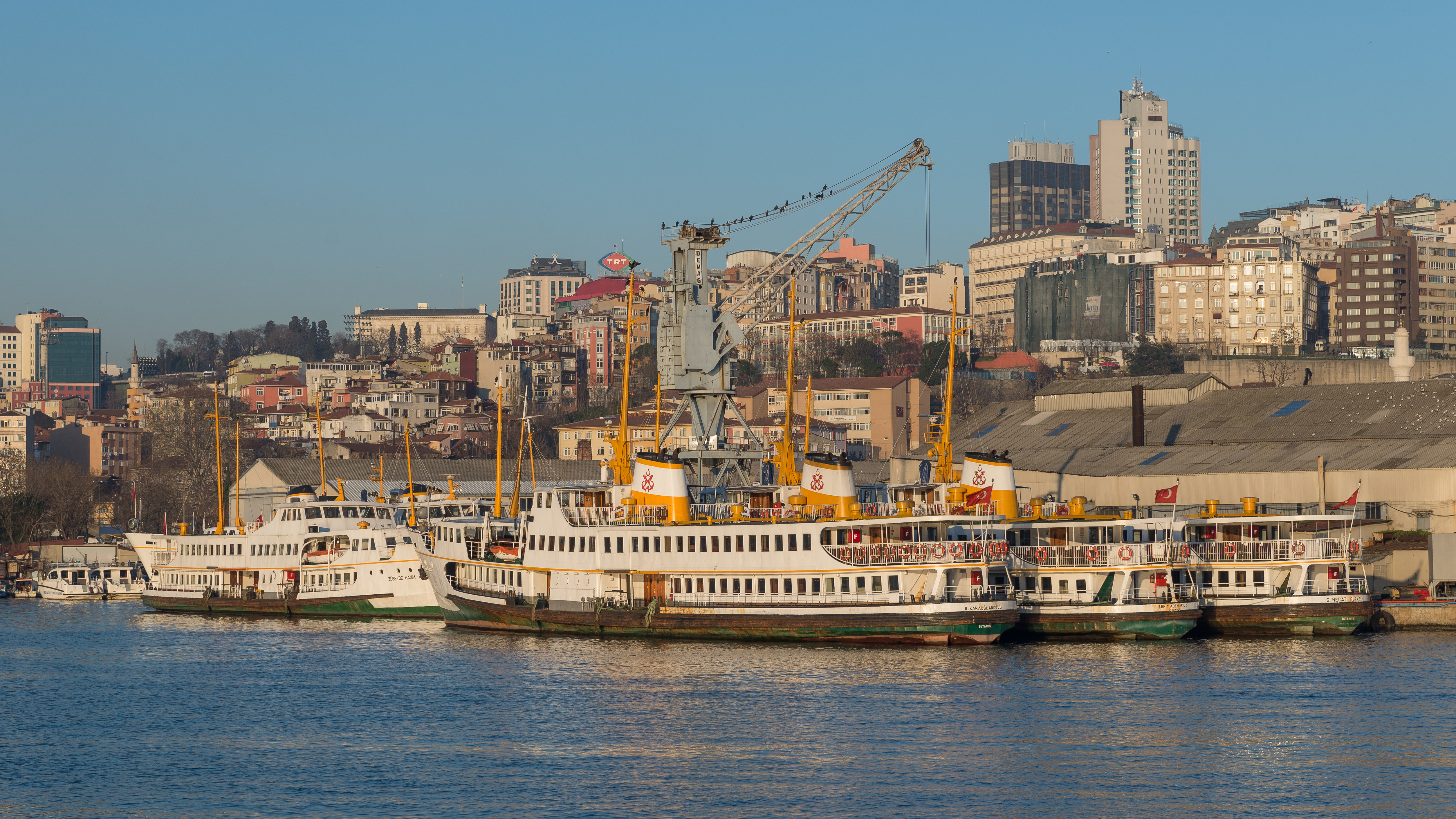
"ترسانة الخليج" في القرن الذهبي - 2013 م.
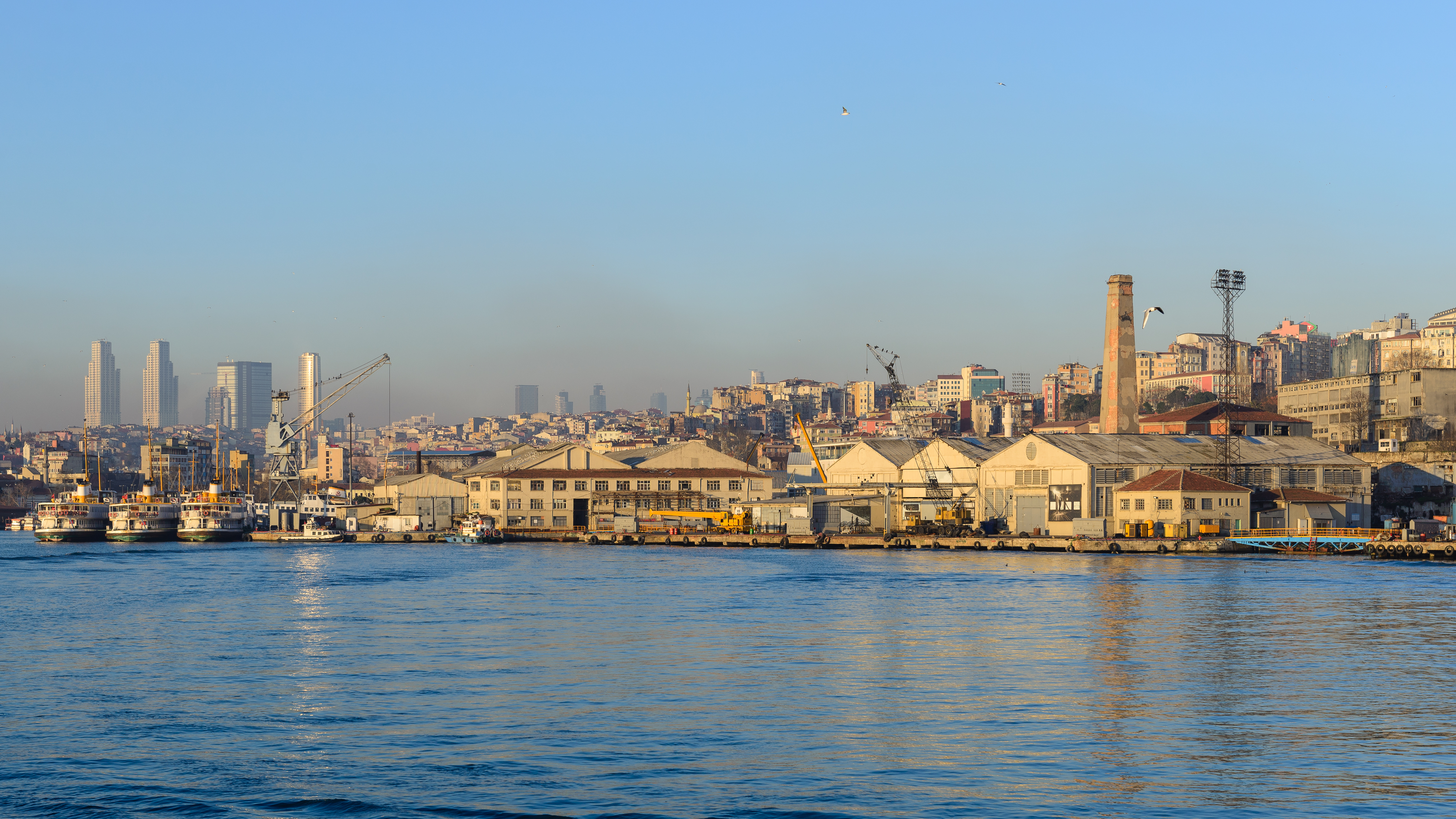
"ترسانة الخليج" في القرن الذهبي - 2013 م.
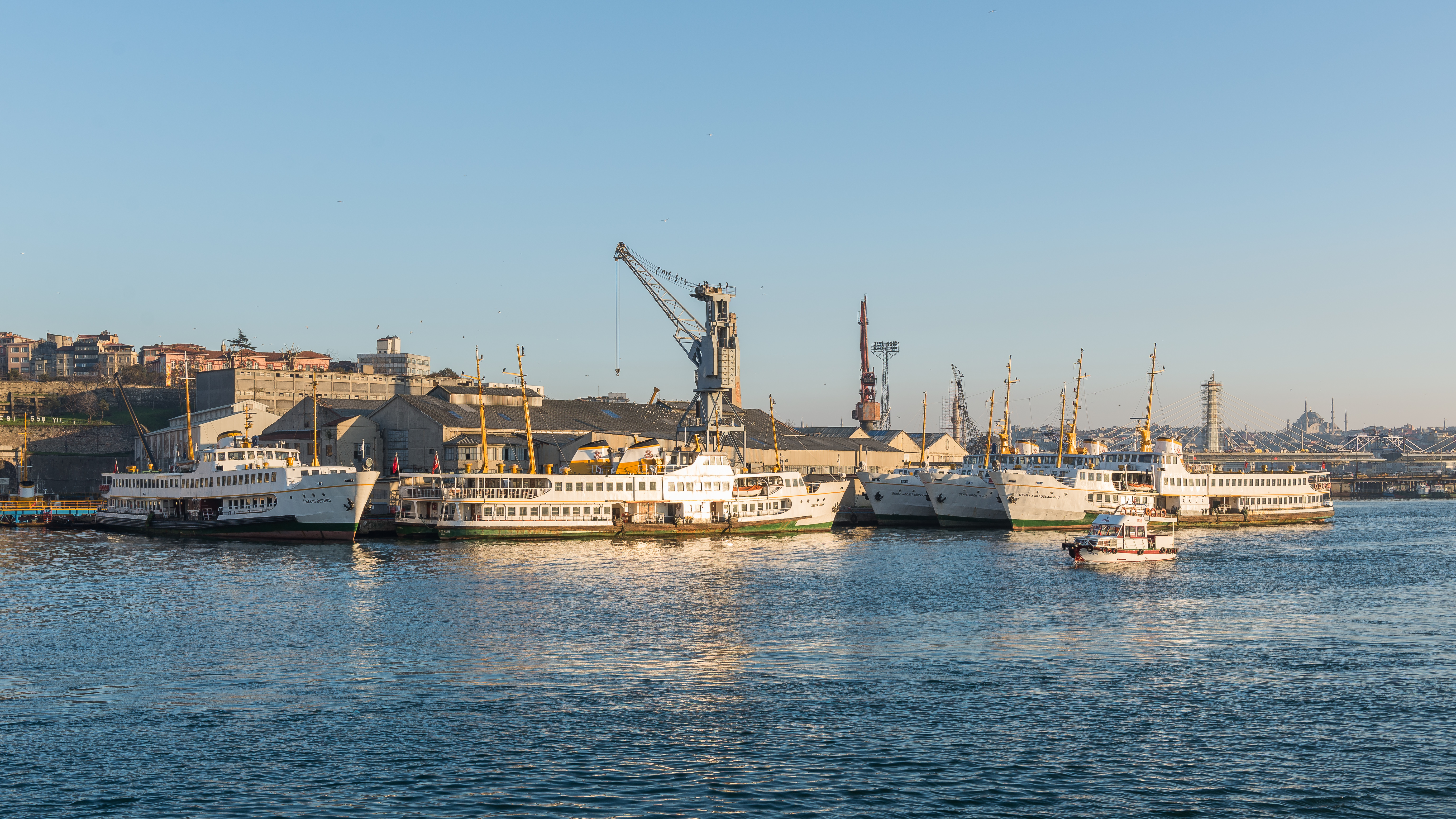
"ترسانة الخليج" في القرن الذهبي - 2013 م.
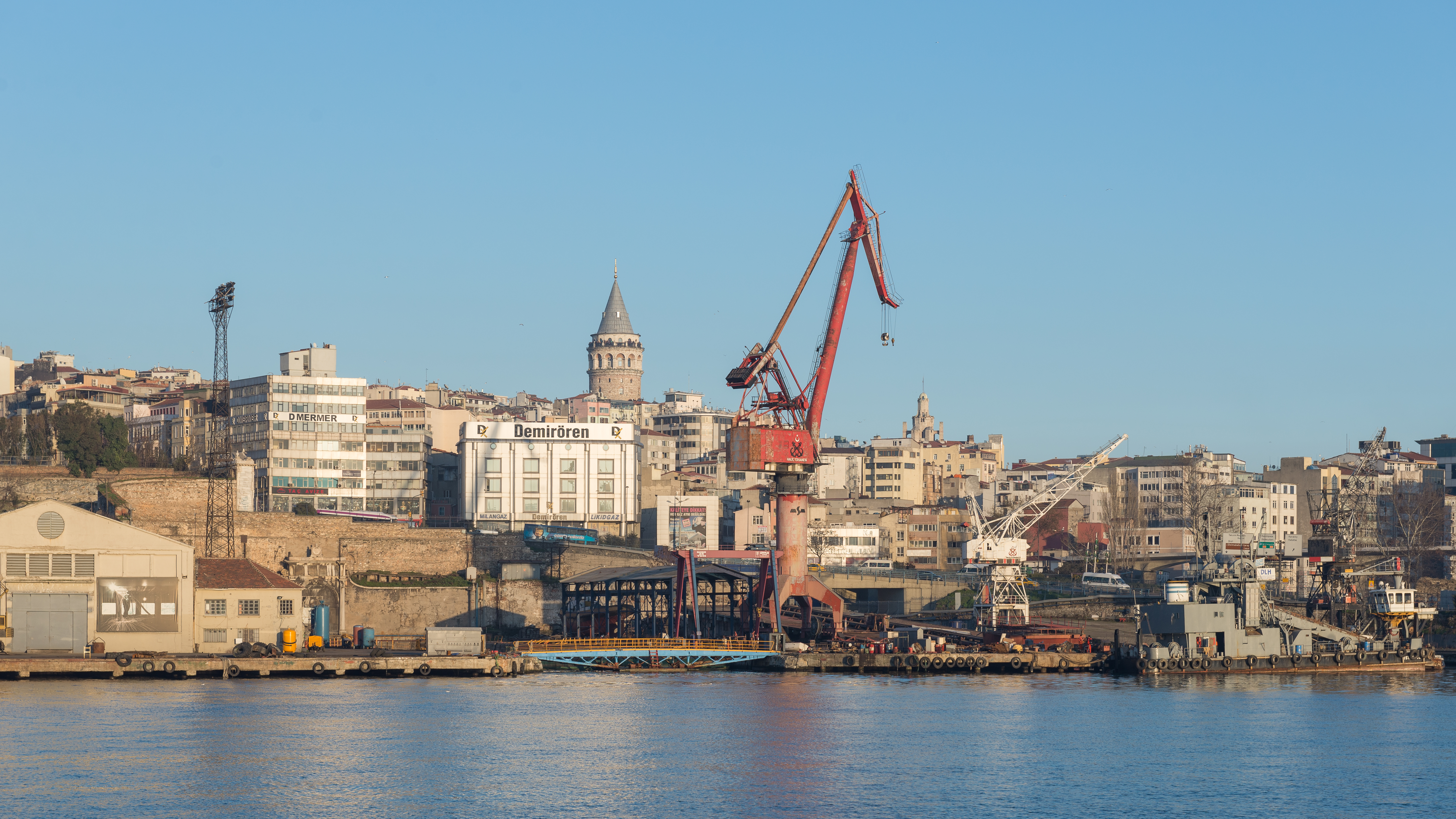
"ترسانة الخليج" في القرن الذهبي - 2013 م.
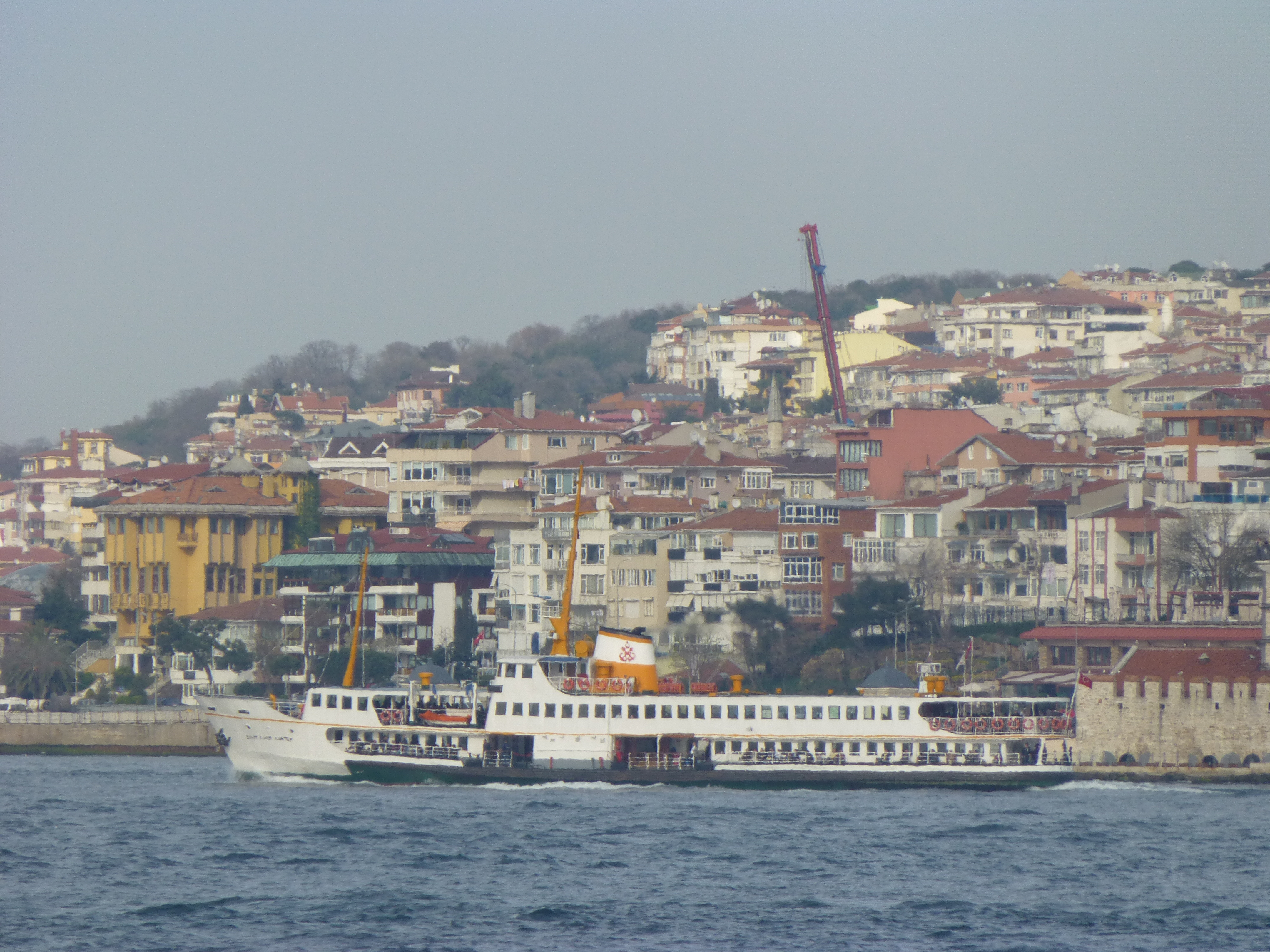
سفينة "الشهيد إيلكر كارتر" (بالتركية: Sehit Ilker Karter)‏ التي صُنعت في "ترسانة الخليج" في القرن الذهبي عام 1980م.
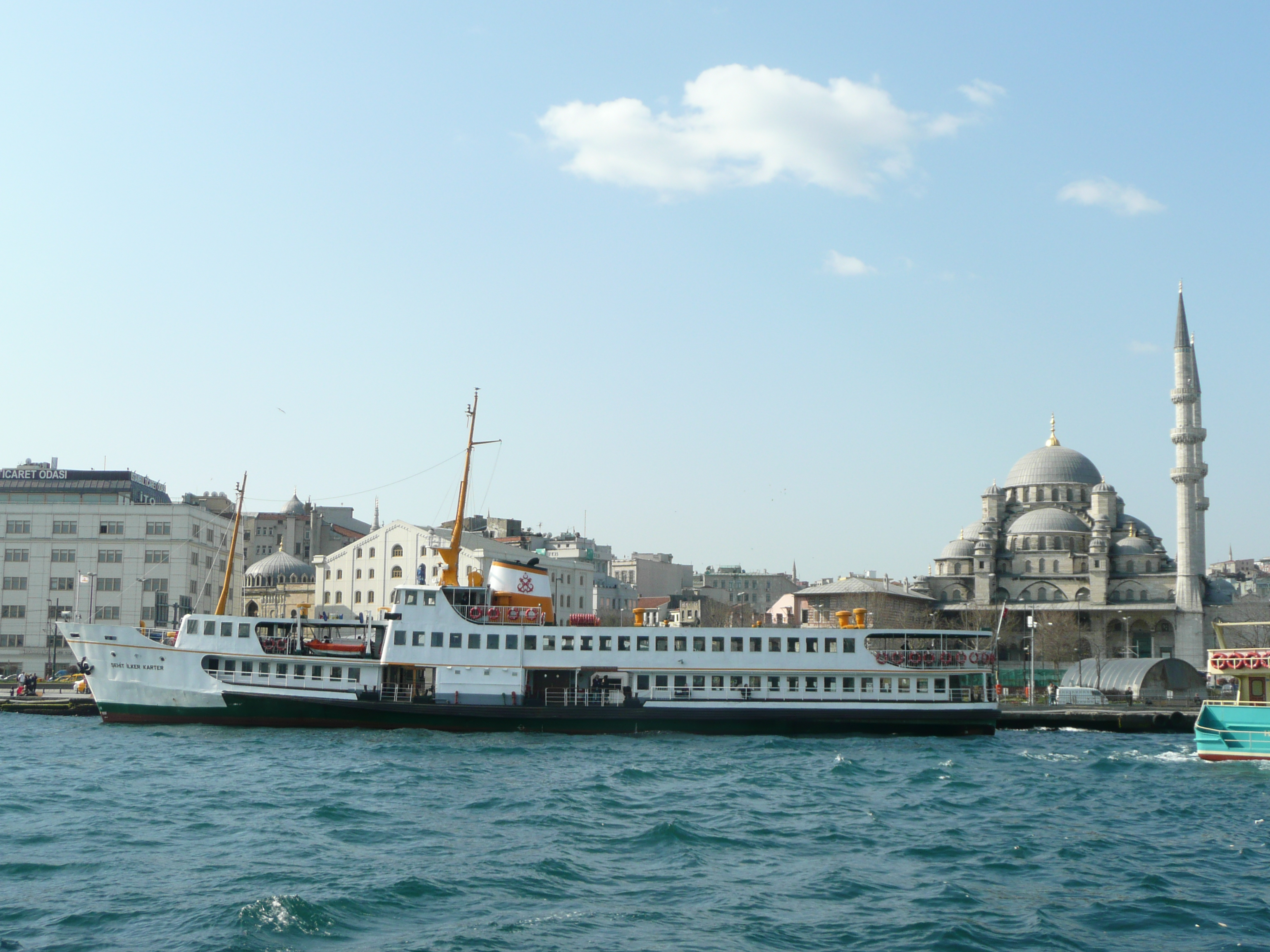
سفينة "الشهيد إيلكر كارتر" (بالتركية: Sehit Ilker Karter)‏ التي صُنعت في "ترسانة الخليج" في القرن الذهبي عام 1980م.
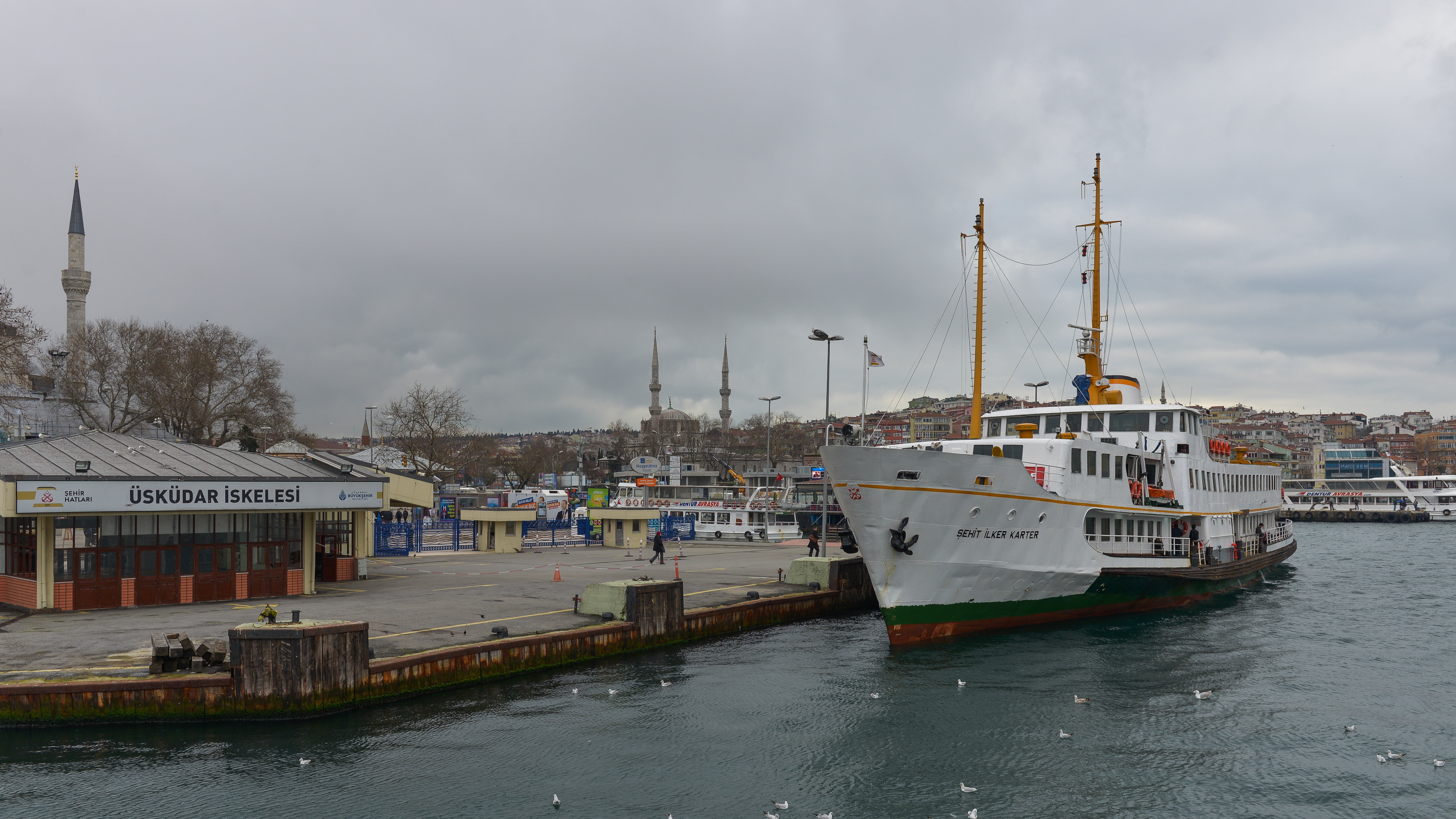
سفينة "الشهيد إيلكر كارتر" (بالتركية: Sehit Ilker Karter)‏ التي صُنعت في "ترسانة الخليج" في القرن الذهبي عام 1980م. صورة في "أسكدار".
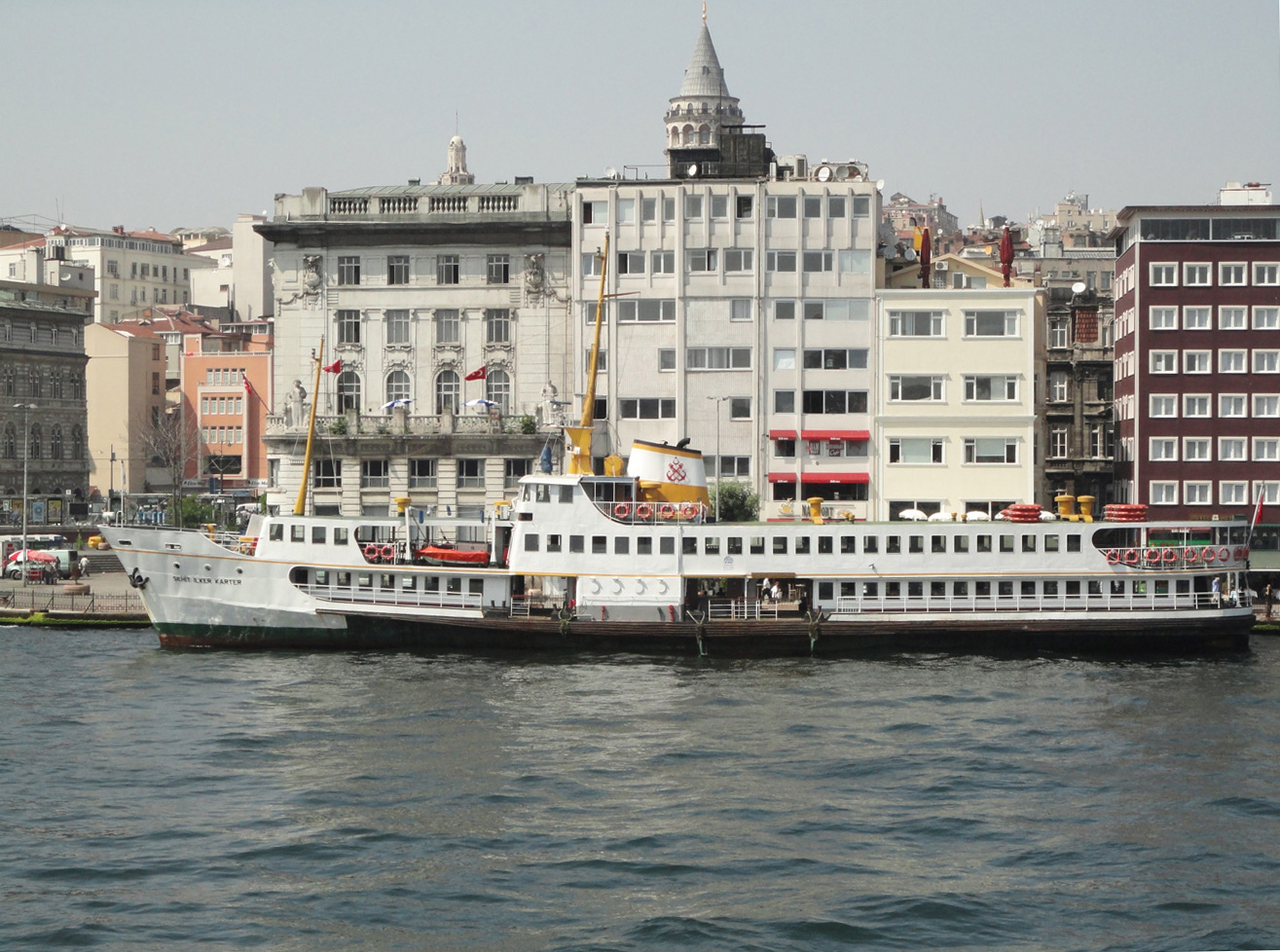
سفينة "الشهيد إيلكر كارتر" (بالتركية: Sehit Ilker Karter)‏ التي صُنعت في "ترسانة الخليج" في القرن الذهبي عام 1980م. صورة في مضيق البوسفور عام 2010م.
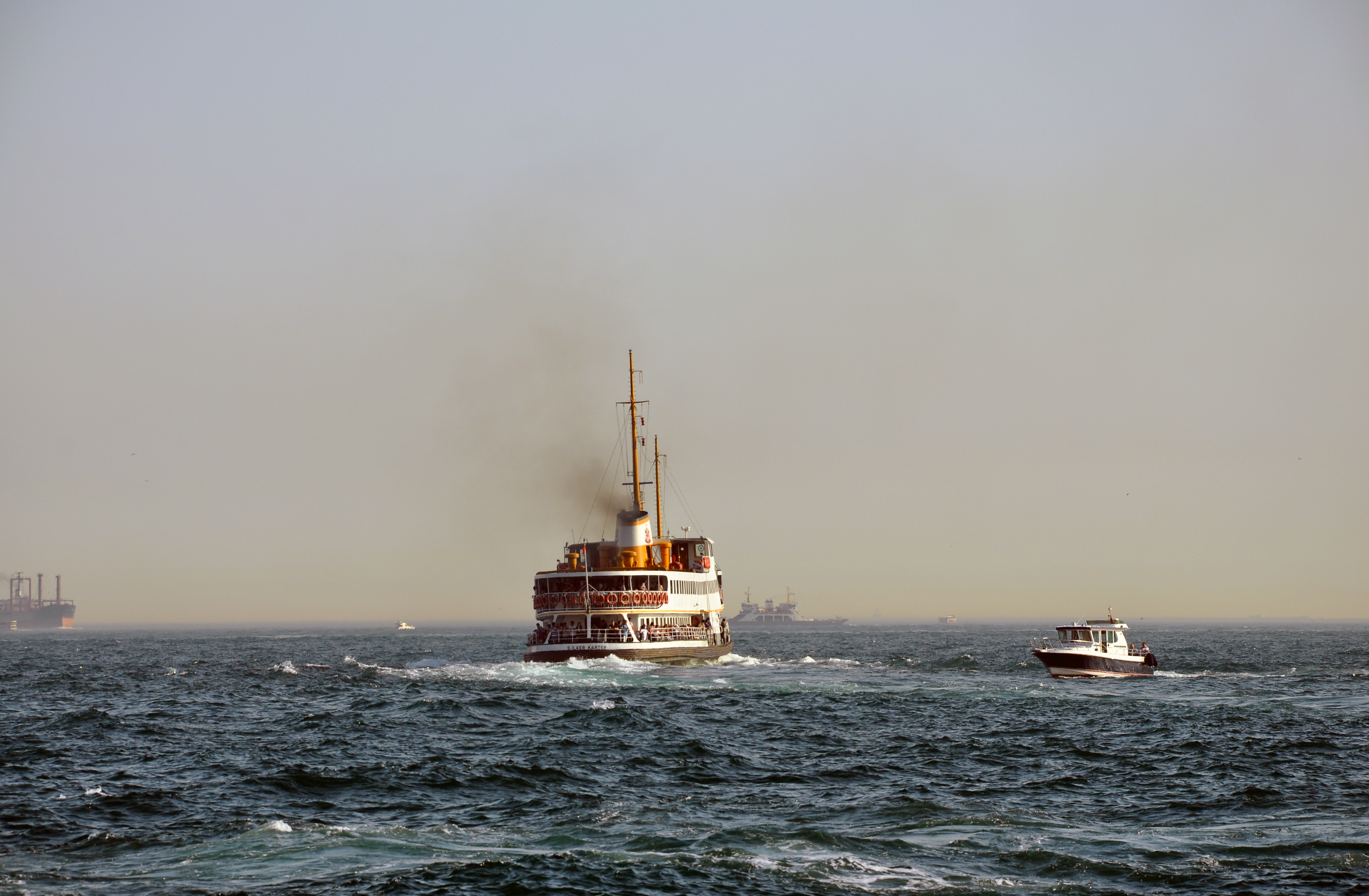
سفينة "الشهيد إيلكر كارتر" (بالتركية: Sehit Ilker Karter)‏ التي صُنعت في "ترسانة الخليج" في القرن الذهبي عام 1980م. صورة في مضيق البوسفور.

## شاهد
- للمزيد من صور الترسانة في العصر الحديث.
- فيلم تأريخي «لترسانة عامرة».
- فيلم توضيحي لبعض الأعمال في «ترسانة الخليج» (ترسانة عامرة سابقا).